# Krubin (powiat gostyniński)
Krubin – wieś sołecka w Polsce położona w województwie mazowieckim, w powiecie gostynińskim, w gminie Sanniki.
Przez miejscowość przebiega droga wojewódzka nr 583 łącząca Bedlno z Sannikami.
Wieś królewska Krobino położona była w drugiej połowie XVI wieku w powiecie gąbińskim ziemi gostynińskiej województwa rawskiego. W latach 1975–1998 miejscowość należała administracyjnie do województwa płockiego.
Na dokładnych mapach wyróżnione są części: Krubin Las, Krubin Świńska Krzywda, Krubin Stara Wieś i Krubin Nowiny.

## Historia
W trakcie kampanii wrześniowej 1939 roku w miejscowości 16 września zatrzymała się bateria nadwyżek (Oddział Zbierania Nadwyżek) 8 Pułku Artylerii Ciężkiej dowodzona przez kpt. Józefa Barana